# Meeldauwlieveheersbeestje
Het meeldauwlieveheersbeestje (Halyzia sedecimguttata) is een kever uit de familie van de lieveheersbeestjes (Coccinellidae). De wetenschappelijke naam van de soort werd in 1758 als Coccinella sedecimguttata gepubliceerd door Carl Linnaeus in de tiende editie van Systema naturae.

## Kenmerken
De kleur van de imago is oranje met meestal 16 witte vlekken op de dekschilden. De imago is tussen 4,5 en 6 mm groot. De vlekken op het halsschild zijn vaak meer oranje gekleurd. Een typisch kenmerk zijn de lichtgekleurde middennaden van de dekschilden, waardoor die open lijken te staan. De schildranden zijn plat, als bij de rand van een bolhoed, en enigszins doorzichtig. Ook de zijkanten van het halsschild zijn doorzichtig. De twee voelsprieten zijn wat langer dan bij andere soorten.

## Voorkomen en habitat
Deze soort komt voor in grote delen van Europa, waaronder Nederland en België, maar is niet overal algemeen. Het leeft voornamelijk in bosrijke gebieden met loofbomen.

## Leefwijze
Van deze kever eten zowel de larven als de volwassen dieren schimmels uit de groep die meeldauw genoemd wordt. Doordat de volwassen kever kan vliegen, draagt die bij aan de verspreiding van de meeldauw.